# Marie Seznec Martinez
Pour les articles homonymes, voir Seznec (homonymie).
Marie Seznec Martinez est une styliste française, ancienne mannequin et ambassadrice de Christian Lacroix, puis directrice de la haute couture chez Christian Lacroix, née le 12 avril 1958 à Quimper (Finistère) et morte à Monaco le 12 novembre 2015 .

## Biographie
Marie Seznec grandit à Quimper, au sud de la Bretagne. De ses parents tenant une boutique de prêt-à-porter à Quimper devant la cathédrale, elle acquiert le goût de la mode.
Arrivée à Paris à dix-huit ans, elle suit des cours au Studio Berçot, école de mode, et travaille pour différents stylistes (collections maille, accessoires, ceintures, sacs). En 1982, elle est styliste et mannequin à l'occasion, quand elle est remarquée par l'agence Marilyn lors d'une parution dans le magazine Elle,. 
Elle entame une carrière de mannequin, « pour s'amuser » dit-elle. Elle défile alors pour Jean Paul Gaultier, Issey Miyake, Cacharel, Kenzo, Yohji Yamamoto, Adeline André ou Hermès. Ses cheveux blancs, qu'elle porte depuis l'âge de quinze ans, participent largement à son succès en tant que mannequin,.
Chez Hermès, elle fait la rencontre de Christian Lacroix qui l'engage à ses côtés, chez Jean Patou, comme mannequin-cabine. En 1985, elle bénéficie d’une belle exposition médiatique du fait de sa couleur de cheveux peu commune, en tournant dans le clip destiné au marché américain de la chanson « Captain of her heart » du groupe suisse Double, en compagnie entre autres de la jeune Denise Richards. En 1987, elle devient l'égérie de Christian Lacroix lorsqu'il crée sa propre maison, et porte la robe de mariée dès la première collection. Christian dit qu'il aime « son côté bonbon et enfant du XVIIIe siècle »[réf. nécessaire]. Elle signe un contrat d'exclusivité avec la maison.
Amie de Claude Challe, c'est par son entremise qu'elle fait la connaissance de Hubert Boukobza, alors patron des Bains, avec qui elle passe trois ans. Le 15 juin 1990, elle rencontre Jacques Martinez, peintre et sculpteur. C'est le « coup de foudre ». Il la demande en mariage le vendredi suivant, et ils se marient peu après à Tourrettes-sur-Loup.
Deux ans plus tard, Christian Lacroix lui propose de diriger les salons haute couture de la maison Christian Lacroix. Elle y connaît un certain succès, salué entre autres dans les pages roses du Figaro ou dans Madame Figaro, jusqu'à la fermeture du département haute couture début décembre 2009. Elle lance alors sa propre marque.
Elle meurt d'un cancer le 12 novembre 2015 à Monaco.